# 洋々
洋々（ようよう）は、株式会社洋々が運営する総合型選抜・小論文の個別指導塾である。大学受験向けの講座の他、高校受験向けの講座も提供している。

## 概要
主に高校生・既卒生を対象に大学受験総合型選抜（旧AO入試）の出願書類・面接の準備、および、小論文対策を行っている。また、高校受験についても推薦入試に絞って受験生のサポートをしている。ビジネススクールの面接担当官や戦略コンサルティング企業のコンサルタントなど、ビジネス、法曹、アカデミックの第一線で活躍する講師が高校生を個別にサポートするという、従来の大学受験塾・予備校とは一線を画す新しい方法で実務経験に根ざした個別指導を実施する。渋谷本校およびオンラインの両方で講座を提供。自社メディア「洋々LABO」で総合型選抜・学校推薦型選抜に関する情報を発信している。

## 沿革
- 2005年 4人のメンバーで洋々設立[1]
- 2006年 横浜市でAO入試・推薦入試の専門塾を開校
- 2008年 洋々横浜校開校
- 2015年 それまでの校舎を統合する形で洋々渋谷本校開校。本社も渋谷区に移転
- 2019年 洋々渋谷本校アネックスオープン

## その他
- 新型コロナウイルスへの対応
  - 2020年4月の緊急事態宣言発令時には全校閉鎖、業務・講座いずれもすべてオンラインへ移行（2020年6月まで）
  - 2021年1月の首都圏1都3県に対する緊急事態宣言発令時には原則オンラインへ移行しつつ、渋谷本校は開校。平日の営業終了時間を1時間早めて20時までという対応を取る（2021年3月まで）
- メディア掲載
  - 「月刊先端教育」2020年3月号[2]
  - 「読売新聞」2020年5月16日夕刊[3]
  - 「AERA」2020年5/25号[4]
  - 「NIKKEI STYLE」2020/7/15[5]
  - 「朝日新聞 EduA」2020年7/26号[6]
  - 「週刊朝日」2021年3月12日増大号[7]
  - 「週刊朝日」2021年4月2日増大号[8]
  - 「朝日新聞」2021年4月19日朝刊[9]